# زيبار
قضاء زيبار كان منطقة تتبع لواء الموصل ومقر القضاء في قرية بيره كبره، الواقعة وراء جبل بيرس، الذي يطل على ناحية دينارتة.
كان قضاء زيبار وحدة إدارية تتبع ولاية الموصل في فترة الدولة العثمانية. لكن بعد الاحتلال البريطاني للعراق، وبسبب وعورة المنطقة وشراسة أهلها وقربها من الحدود، ارتأى الإنجليز إلغاء الوحدات الإدارية لهذه المنطقة، وهكذا هدم القضاء والقرى المجاورة لأول مرة نهاية عام 1919، ولا زالت بعض القرى إلى اليوم لم تُعمَّر، ونقل قضاء الزيبار إلى راوندوز، وظل باسم قضاء الزيبار في المكاتبات والمخاطبات الرسمية، وانفك ارتباطه بلواء الموصل وعقرة، وتمَّ ربطه بلواء أربيل.
قرر مجلس الوزراء في جلسته المنعقدة في 16 كانون الأول 1924، «إحداث قضاء في الزيبار، ويشتمل على ناحيتي نهلة وبارزان، وفك ارتباطهما عن قضاء عقرة».
وفي عام 1952 رقيت قرية دينارتة إلى ناحية، وربطت بقضاء عقرة، التابع إلى لواء الموصل.
في عام 1956. كان قضاء الزيبار تابعاً للواء أربيل، بينما كانت قرية هرن، تابعة لناحية نهلة، وقرية هوكي تابعة لقضاء عقرة، التابع للواء الموصل. وهذا دليل على أنَّ مركز قضاء الزيبار القديم لم يعد له وجود، وكانت الدوائر الإدارية والموظفين قد نقلوا إلى راوندوز، التي صار اسمها قضاء الزيبار.